# Anneliese Hübner
Anneliese Hübner, geb. Frank, (* 17. Juli 1946 in Coburg) ist eine Coburger Mundartdichterin und Autorin. Sie lebt in Rödental.

## Wirken
Die Werke Anneliese Hübners sind im Bereich Mundart und Brauchtum, Heimat- und Zeitgeschichte und Poesie in Lyrik und Prosa angesiedelt und sowohl im unterostfränkischen Dialekt des Coburger Raumes als auch in Hochdeutsch verfasst. Neben eigenen Publikationen veröffentlicht sie Beiträge in Zeitschriften, Zeitungen, Anthologien und Fachbüchern. Darüber hinaus hält sie Lesungen und Vorträge. Seit 1980 ist Hübner freie Mitarbeiterin des Bayerischen Rundfunks.

## Privat
Hauptberuflich war Anneliese Hübner in der Verwaltung am Gymnasium Casimirianum und am Landratsamt Coburg tätig.

## Auszeichnungen
- 1982: Ehrenteller der Stadt Rödental
- 1988: Frankenwürfel
- 1994: Großes goldenes Bundesabzeichen des Frankenbundes für die Verdienste um die Heimatgeschichte

## Werke

### Eigene Publikationen
- Ölles hot sai Zeit, Ill. Herbert Ott, Rödental 1979
- Su a Liib, Ill. Herbert Ott, Rödental 1981
- Schrittwechsel, Ill. Herbert Ott, Rödental 1982
- Souch’s fai net waite, Ill. Herbert Ott, Rödental 1983
- Coburger Bauernblumma im fränkischen Strauß.  Sprüche,  Schlumperliedla, Redensarten, Rödental 1985
- Loss desch fai net gereu, Ill. Herbert Ott, Rödental 1986
- Paradiesvögel, Ill. Elfriede Weidenhaus, Rödental 1986
- Des blaibt sich ghüpft wii gschprunga, Ill. Lore Götz, Rödental 1990
- Die Hullewaatsch im Dorf, Ill. Lore Götz, Rödental 1991
- Weihnachtszeit im Coburger Land. Winter- und Weihnachtsbräuche, Rödental 1995
- Die Walpurgisnacht, Ill. Lore Götz, Rödental 1996
- Zwischen den Stunden, Ill. Elfriede Weidenhaus, Rödental 1998
- Schtiiaufmannla, Exlibris  Herbert Ott, Rödental 1999
- Christkindlesläuten. Winter- und Weihnachtsbräuche, Rödental 2003
- Jahraus, jahrein wird Frühling, Sommer, Herbst und Winter sein. Feste und Bräuche, Rödental 2009
- Von Martinsgänsen, Weihnachtsbäumen und Heiligen Nächten. Die alte Weihnachtsfestzeit im Coburger Land, Rödental 2019

### Mitverfasserin
- Ingo Cesaro/Anneliese Hübner/Wilhelm Schramm: Landschaft mit Vogelscheuchen – Grautspüüewl Gschichtn, Bludenz 1992
- Lothar Hofmann/Anneliese Hübner/Gudrun Zwingelberg: Das Coburger Kochbuch, Coburg 1992 und 1998
- Egon Grams/Anneliese Hübner u. a.: Einberg. Geschichte und Geschichten,  1162 – 1962 – 2012, Rödental 2011